# Platythyrea sinuata
Platythyrea sinuata är en myrart som först beskrevs av Julius Roger 1860.  Platythyrea sinuata ingår i släktet Platythyrea och familjen myror. Inga underarter finns listade i Catalogue of Life.